# محمد العربي حولي
اللواء محمد العربي حولي. قائد القوات البحرية، خلفا للمرحوم اللواء مالك نسيب.

## التنصيب
أشرف الفريق أحمد قايد صالح، نائب وزير الدفاع الوطني، رئيس أركان الجيش الوطني الشعبي، على تنصيب اللواء محمد العربي حولي قائدا للقوات البحرية خلفا للمرحوم اللواء عبد المالك نسيب.
وقال: «باسم فخامة رئيس الجمهورية، القائد الأعلى للقوات المسلحة، وزير الدفاع الوطني، ووفقا للمرسوم الرئاسي المؤرخ في 28 يونيو 2015، أنصب رسميا في هذا اليوم قائدا للقوت البحرية اللواء محمد العربي حولي، خلفا للمرحوم اللواء عبد المالك نسيب».
«لذا يجب عليكم من الآن، يضيف رئيس أركان الجيش الوطني الشعبي، أن تعترفوا بقائدكم هذا، اللواء محمد العربي حولي، الحاضر أمامكم وأن تطيعوه في كل ما يأمركم به لصالح الخدمة، تنفيذا للقواعد العسكرية ومسايرة للقوانين وشرف القوات المسلحة الجزائرية»، راجيا للقائد الجديد للقوات البحرية «تمام التوفيق والنجاح في تحمل هذه المسؤولية الثقيلة والحساسة».
و«لا يسعني في هذا المقام -يستطرد الفريق قايد صالح- إلا أن أترحم على اللواء عبد المالك نسيب، الذي أثبت طيلة قيادته للقوات البحرية مثابرة عالية وكان مثالا يحتذى به في الانضباط والإخلاص ونكران الذات، سائلا الله العلي القدير أن يشمله بواسع رحمته وأن يوفق خليفته اللواء محمد العربي حولي في مواصلة الدرب بكل الجدية المطلوبة من أجل تحقيق النتائج المرغوبة».
وذكر الفريق قايد صالح ب«الجهود الكبرى التي بذلت في السنوات القليلة الماضية من أجل تطوير القوات البحرية، باعتبارها مكونة أساسية وحيوية ضمن الجيش الوطني الشعبي، لها مهمة شديدة الارتباط بمدى القدرة على التحكم في التجهيزات العصرية والأسلحة المتطورة الموجودة بحوزتنا».